# Chrysosplenium alternifolium
Espèce
Classification phylogénétique
La Dorine à feuilles alternes, ou Cresson doré ou encore Cresson de rocher (Chrysosplenium alternifolium), est une espèce de plantes herbacées vivace appartenant au genre Chrysosplenium et à la famille des Saxifragaceae.
Bernadette Soubirous en 1858 a affirmé que la Vierge Marie, lors d'une période de Carême, lui a désigné l'herbe amère poussant dans la grotte pour qu'elle la mange, cette herbe aurait été du cresson amer ou de la dorine.

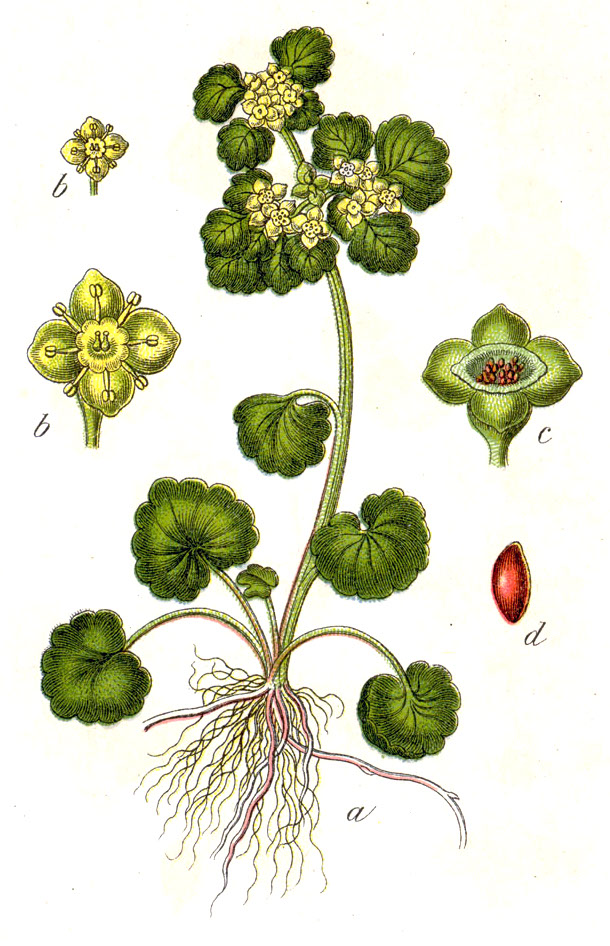
Dessin naturaliste (Panche botanique allemande extraite de « Deutschlands Flora ») de 1796.

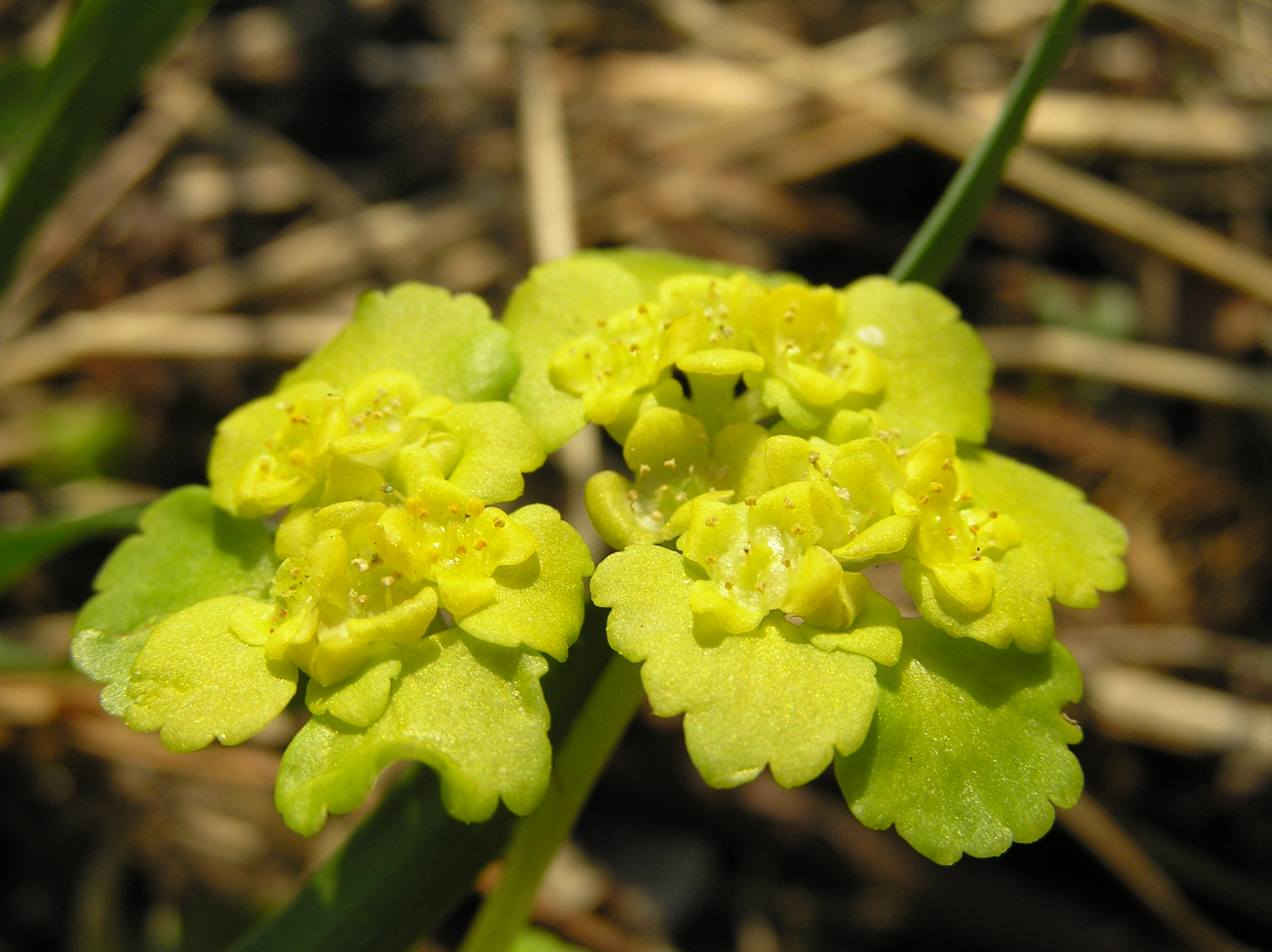
L'aspect "doré" des feuilles semble à l'origine du nom vernaculaire de la dorine

## Description
Cette plante aux tiges triangulaires peut atteindre une hauteur de 15 à 20 centimètres, elle tire son nom de « dorée » à cause de la couleur de ses feuilles supérieures.

## Aire de répartition et habitat
La Dorine à feuilles alternes est présente en Belgique, en France et dans d'autres pays d'Europe ; en France, elle est protégée dans les régions Île-de-France, Picardie, Provence-Alpes-Côte d'Azur, Nord-Pas-de-Calais, Limousin et dans la région Centre-Val de Loire.
On peut la trouver dans des sous-bois humides, souvent à proximité de ruisseaux, de fossés, de rochers suintants...

## Reproduction
Sa pollinisation est le plus souvent assurée par des insectes, dont certaines mouches ou de petits scarabées.

## Pharmacopée traditionnelle
Selon une étude ethnobotanique de Françoise et Grégoire Nicollier (1984) sur les usages des plantes dans la vie quotidienne à Bagnes, Cette plante (dont les noms patois étaient foie sin tœudora (signifiant « feuille sans couture ») ou foie de tàle, était autrefois prescrite (ou auto-prescrite) comme vulnéraire, hémostatique et cicatrisante. Pour ce dernier usage, on apposait sur la plaie la face de la feuille qui est contre le sol et non sa face supérieure).

## Menaces, statut de protection
La Dorine à feuilles alternes est une plante en voie de régression sur une grande partie de son aire de répartition.